# Zheng Siwei

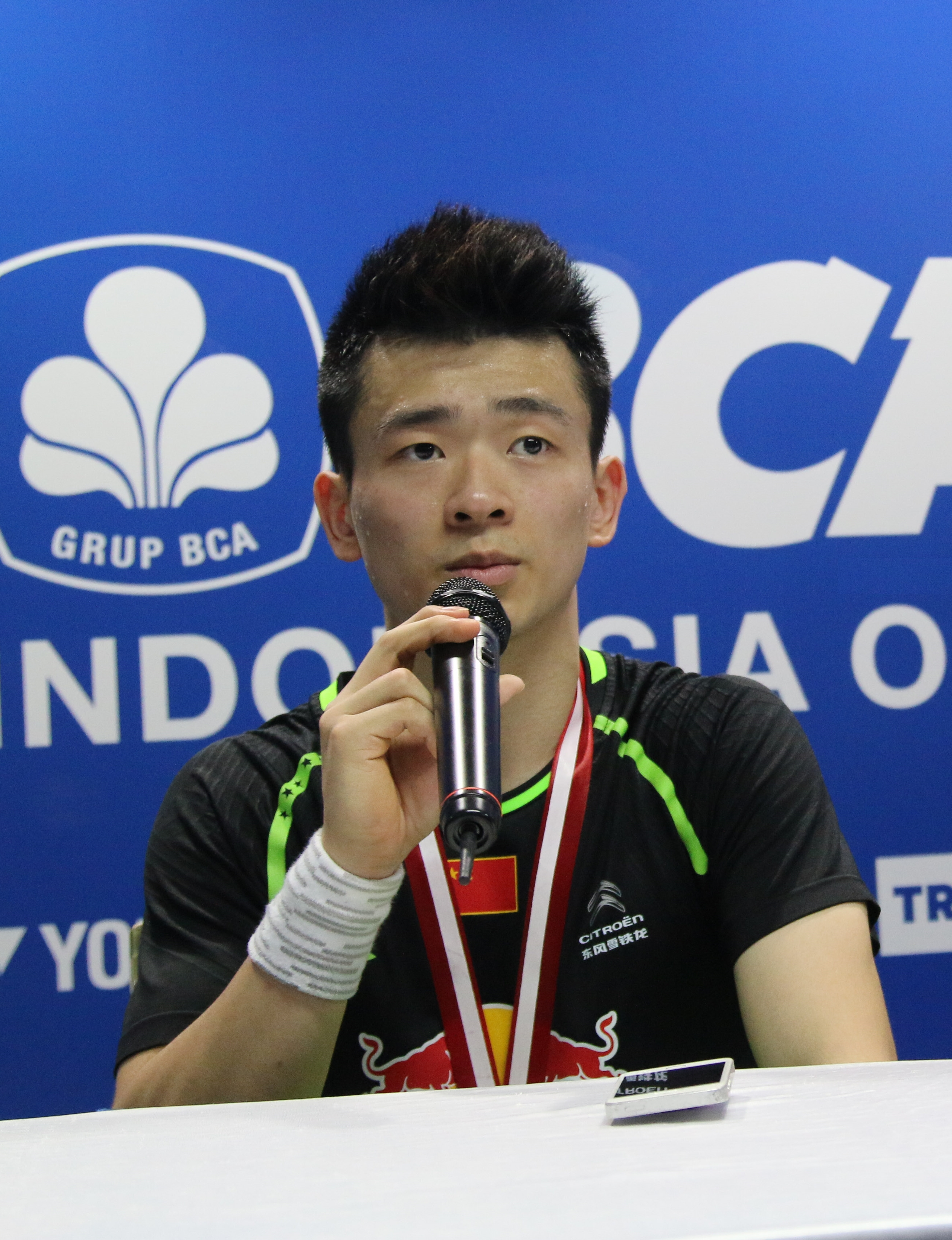
Zheng Siwei, 2017

Zheng Siwei (chinesisch 郑思维, Pinyin Zhèng Sīwéi; * 26. Februar 1997 in Wenzhou, Volksrepublik China) ist ein chinesischer Badmintonspieler. 

## Karriere
Zheng Siwei wurde 2014 Juniorenasienmeister. Im Jahr zuvor hatte er bei der Juniorenweltmeisterschaft bereits Bronze gewonnen. Bei den Erwachsenen stand der im Finale des India Open Grand Prix Gold 2014.
2021 gewann er bei den Olympischen Spielen von Tokio gemeinsam mit Huang Yaqiong die Silbermedaille im Mixedwettbewerb. Bei den Olympischen Spielen in Paris 2024 gewann das Duo die Goldmedaille.